# Cosmarium subcucumis
Cosmarium subcucumis là một loài Song tinh tảo trong họ Desmidiaceae, thuộc chi Cosmarium.